# Allersberg
Allersberg je městys v německé spolkové zemi Bavorsko, v zemském okrese Roth ve vládním obvodu Střední Franky.
V roce 2014 zde žilo 8 019 obyvatel.

## Poloha
Sousední obce jsou: Freystadt, Hilpoltstein, Pyrbaum a Roth.